# Meester van de Virgo inter Virgines

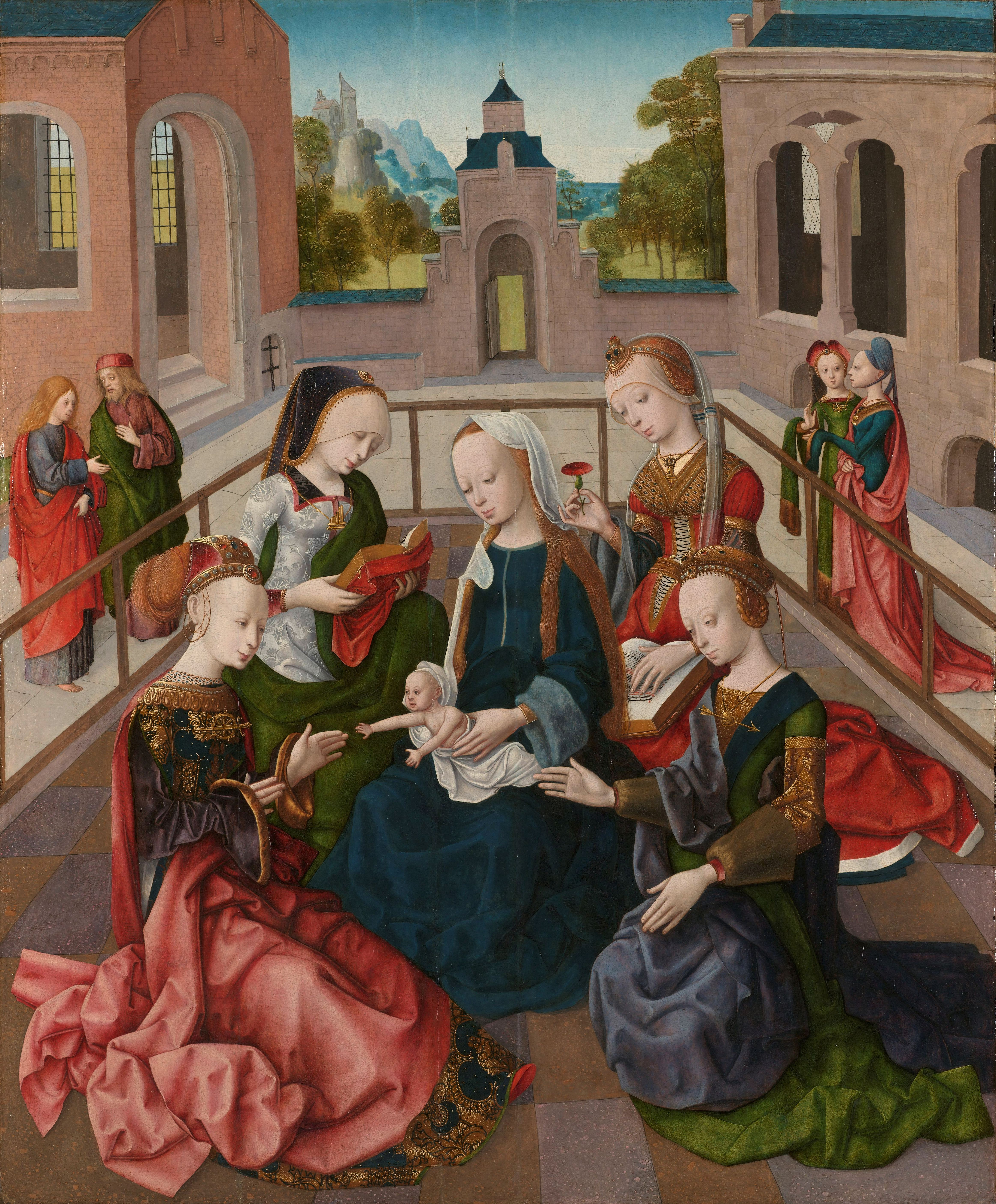
Maria met kind en de heiligen Catharina, Cecilia, Barbara en Ursula

Meester van de Virgo inter Virgines is de noodnaam waarmee een niet bij name bekend Noord-Nederlands kunstschilder wordt aangeduid die actief was in Delft en omgeving in de periode van ca. 1480 – 1495 of later.
De noodnaam van de kunstenaar verwijst naar het werk De Heilige Maagd omgeven door vier heilige vrouwen ofwel Maria met kind en de heiligen Catharina, Cecilia, Barbara en Ursula (Rijksmuseum Amsterdam). In de Nederlandse schilderkunst van de 15e eeuw was de ‘Maagd onder Maagden’ (Latijn: ‘Virgo inter Virgines’) een vaak toegepast thema. Het betrof een afbeelding van Maria met kind in gezelschap van een aantal vrouwelijke heiligen die ook als maagd bekendstonden, meestal weergegeven in een afgesloten tuin, als symbool van maagdelijkheid.
Van de schilder zijn zeker 20 werken bekend, schilderijen en houtsneden in verschillende formaten, waaronder drieluiken en een veelluik, met Bijbelse of anderszins religieuze taferelen. De werken tonen een grote uitdrukking van leed en sterke gemoedsbewegingen. De vrouwenfiguren worden gekenmerkt door lange rechte neuzen en hoge voorhoofden, die destijds een mode-ideaal waren.

## Werken
Dit is een lijst van werken, waarschijnlijk ontstaan in het laatste kwart van de 15e eeuw, die worden toegeschreven aan de Meester van de Virgo inter Virgines of aan kunstenaars uit zijn directe omgeving. Omdat de kwaliteit van de schilderijen nogal wisselt, wordt ervan uitgegaan dat hij leiding gaf aan een vrij groot atelier.
| Afbeelding | Titel | Datering              | Techniek                 | Afmetingen h x b (cm)                          | Locatie |
| ---------- | --- | --------------------- | ------------------------ | ---------------------------------------------- | --- |
|            | Ludolfus de Saxonia: Dat boeck vanden leven ons liefs heren ihesu cristi (uitgave van Pieter van Os, 355 folio's, met 157 ingekleurde illustraties door de Meester van de Virgo inter Virgines en anderen) |                       | houtsnede                |                                                | |
|            | De dood van Narcissus (toegeschreven aan de Meester van de Virgo inter Virgines) |                       | pentekening              | 19 cm diameter                                 | Parijs, Musée du Louvre                                                                                             |
|            | De bewening van Christus | ca. 1468 of kort erna | olieverf op paneel       | 84 × 78                                        | Madrid, Museo Nacional del Prado                                                                                    |
|            | De bewening van Christus | kort na 1482          | olieverf op paneel       | 77 × 63,5                                      | Edingen, Hôpital Saint-Nicolas                                                                                      |
|            | Madonna |                       | olieverf op paneel       | 41,5 × 27,5                                    | Princeton, Princeton University Art Museum                                                                          |
|            | De geboorte van Christus |                       | olieverf op paneel       | 96 × 78                                        | Privécollectie (Duitsland)                                                                                          |
|            | De annunciatie met een schenker (op de achterzijde een beschadigde Aanbidding door de koningen; hoort mogelijk bij volgende: De aanbidding door de herders) |                       | olieverf op paneel       | 94 × 71                                        | Madrid, Casa de Alba (verzameling van de hertog van Alva)                                                           |
|            | De aanbidding door de herders |                       | olieverf op paneel       | 90,5 × 68                                      | Wenen, Kunsthistorisches Museum                                                                                     |
|            | De aanbidding door de koningen |                       | olieverf op paneel       | 63 × 48                                        | Berlijn, Gemäldegalerie                                                                                             |
|            | De annunciatie of De verkondiging aan Maria | ca. 1487              | olieverf op paneel       | 57 × 48                                        | Rotterdam, Museum Boijmans Van Beuningen                                                                            |
|            | Maria-altaar of Triptiek van de aanbidding door de koningen: linkervleugel (buitenzijde): De annunciatie linkervleugel (binnenzijde): De visitatie middenpaneel: De aanbidding door de koningen en de herders rechtervleugel (binnenzijde): De presentatie in de tempel rechtervleugel (buitenzijde): De kindermoord in Bethlehem |                       | olieverf op paneel       | middenpaneel: 97 × 182,5 elk luik: 97 x 37     | Salzburg, Salzburg museum Carolino Augusteum                                                                        |
|            | De bewening van Christus |                       | olieverf op paneel       | 55,2 × 56,3                                    | Liverpool, Walker Art Gallery                                                                                       |
|            | Het kruisigingstriptiek |                       | olieverf op paneel       | middenpaneel: 218,8 × 196,3 elk luik: 219 x 93 | Barnard Castle, Bowes Museum                                                                                        |
|            | Genadestoel of De Heilige Drie-eenheid | ca. 1485-1495         | olieverf op paneel       | 126 × 127                                      | Zagreb, Strossmayerova galerija starih majstora                                                                     |
|            | De kruisiging van Christus |                       | olieverf op paneel       | 78 × 58                                        | Madrid, Museo Thyssen-Bornemisza                                                                                    |
|            | Kruisafneming |                       | olieverf op paneel       | 80 × 62                                        | verblijfplaats onbekend                                                                                             |
|            | De kruisiging | ca. 1495 (?)          | olieverf op paneel       | 57 × 47                                        | Florence, Uffizi |
|            | De graflegging van Christus | ca. 1495 (?)          | olieverf op paneel       | 57,8 × 45,8                                    | Saint Louis, Saint Louis Art Museum                                                                                 |
|            | De maagd temidden van de maagden (Virgo inter virgines): Maria met kind en de heiligen Catharina, Cecilia, Barbara en Ursula | ca. 1495 of later     | olieverf op eiken paneel | 123 × 102                                      | Amsterdam, Rijksmuseum SK-A-501                                                                                     |
|            | Sint Sebastiaan en bisschop |                       | olieverf op paneel       | 76,5 x 39,9                                    | Baltimore, Walters Art Museum                                                                                       |
|            | Johannes de Doper en bisschop |                       | olieverf op paneel       | 76,5 x 39,9                                    | Baltimore, Walters Art Museum                                                                                       |
|            | buitenzijden van twee vleugels (nu gescheiden en samengevoegd): De annunciatie (atelierwerk ?) | na 1477               | olieverf op paneel       | 85 × 69                                        | Aken, Suermondt-Ludwig-Museum                                                                                       |
|            | binnenzijden van twee vleugels: Nicodemus en Josef van Arimatea en Maria Magdalena en een vrouwelijk heilige (atelierwerk ?) | na 1477               | olieverf op paneel       | elk luik: 85 × 34,5                            | Aken, Suermondt-Ludwig-Museum                                                                                       |
|            | Het Laatste Avondmaal (atelierwerk ?) | na 1480               | olieverf op paneel       | 69,7 x 38                                      | Madrid, Museo Thyssen-Bornemisza                                                                                    |
|            | Passietriptiek: Kruisiging (atelierwerk ?) |                       | olieverf op paneel       | 85 × 52                                        | Norfolk (Virginia), Chrysler Museum of Art (voorheen: Parijs, collection Robert Lebel)                              |
|            | Passietriptiek: Bewening (atelierwerk ?) |                       | olieverf op paneel       | 88,6 × 51                                      | New York, Metropolitan Museum of Art                                                                                |
|            | Passietriptiek: Opstanding (atelierwerk ?) |                       | olieverf op paneel       | 87,5 × 51                                      | Hartford (Connecticut), The Cartin Collection (voorheen collectie J. Goudstikker; 1960-2006: Rijksmuseum Amsterdam) |
|            | Soldaten uit het gevolg van de drie koningen of: Jozef van Arimathea en Nikodemus vragen Pilatus om het lichaam van Christus (atelierwerk of navolger ?), rechterluik van een triptiek |                       | olieverf op paneel       | 77 × 39,5                                      | Philadelphia Museum of Art                                                                                          |